# Roch Renaut
Roch Renaut est un homme politique français né en 1735 à Golfech (Tarn-et-Garonne) et décédé le 15 août 1793 à Valence (Tarn-et-Garonne).

## Biographie
Avocat à Agen, il est député du tiers état aux États généraux de 1789, votant avec la majorité.